# Tølløsebanen
Tølløsebanen är en järnvägslinje på Sjælland i Danmark, mellan Slagelse och Tølløse. Den öppnades år 1901 på sträckan Høng-Tølløse, som kallades Høng–Tølløse Jernbane. Sträckan Slagelse–Høng är en del av den tidigare DSB-banan Slagelse–Høng–Værslev som öppnades år 1898. År 1971 övertog HTJ persontrafiken även Slagelse–Høng. År 1994 lades all trafik ned Høng–Værslev, och 2003 slogs HTJ-bolaget ihop med Odsherredsbanen till ett kommunalt bolag.
Banan drevs från 1 januari 2009 av järnvägsbolaget Regionstog A/S. Detta företag införlivades 2015 i järnvägsbolaet Lokaltog. Rullande materiel är IC2 och Lint 41.